# Risidaha
Risidaha (en népalais : ऋषिदह) est un comité de développement villageois du Népal situé dans le district d'Achham. Au recensement de 2011, il comptait 4 560 habitants.